# Viladasens
Viladasens és un municipi empordanès adscrit a la comarca del Gironès. Fou anomenat Viladesens fins al 1983.

## Geografia
- Llista de topònims de Viladasens (Orografia: muntanyes, serres, collades, indrets..; hidrografia: rius, fonts...; edificis: cases, masies, esglésies, etc).

| Entitat de població | Habitants (2023) |
| Viladasens          | 147              |
| Fellines            | 54               |
| el Mas Nicolau      | 14               |
| la Móra             | 6                |
| la Mata             | 1                |
| Font: Idescat       |                  |

## Història
El primer document sobre Viladasens és de l'any 1058, amb el nom de: "Villam Deasinis". Viladasens estigué poblat en època ibèrica, com ho demostren les troballes efectuades al turó del Pou del Glaç i sobretot a la Creu de Fellines, on durant la construcció de l'autopista s'excavaren mitja dotzena de cabanes dels segles III-II aC que pertanyien a un petit centre de producció de ceràmica. En època romana, la via Augusta travessava el municipi; a la Plana, a llevant del poble, s'ha identificat una edificació romana que podria correspondre a la mansió (hostal a tocar de la via) de Cinniana, que va donar nom a la riera Cinyana. Al segle xi ja estaven constituïdes les parròquies de Viladasens i Fellines, tal com mostren els documents de les respectives esglésies, amb elements romànics. Es té notícia d'un seguit de masos (la Mora, can Faixat, ca l'Adroer...) que proven una important expansió de l'agricultura en època medieval. Les dues parròquies formaren també una batllia que fou domini reial durant quasi tota l'edat mitjana i moderna.
Viladasens ha estat sempre un municipi rural: al segle xviii experimentà un cert creixement, passant de 250 habitants l'any 1718 a 404 el 1787, que es va mantenir sense massa canvis fins a mitjans del segle xx. A partir d'aleshores, els profunds canvis en l'agricultura van propiciar l'abandonament de l'activitat de molts masos i la població va caure a la meitat: 357 habitants de l'any 1960 passaren a ser 189 l'any 1981. Les dues dècades però han estat d'estabilitat, amb el manteniment d'algunes explotacions agrícoles i ramaderes, convenientment adaptades als nous temps.
Així doncs, malgrat les grans transformacions que hi ha hagut arreu, Viladasens ha aconseguit arribar al segle XXI mantenint la seva fisonomia essencialment rural, però sense renunciar als beneficis del progrés tècnic.

## Demografia
| 1497 f | 1515 f | 1553 f | 1717 | 1787 | 1857 | 1877 | 1887 | 1900 | 1910 |
| ------ | ------ | ------ | ---- | ---- | ---- | ---- | ---- | ---- | ---- |
| 28     | -      | 39     | 250  | 404  | 538  | 411  | 435  | 421  | 457  |

| 1920 | 1930 | 1940 | 1950 | 1960 | 1970 | 1981 | 1990 | 1992 | 1994 |
| ---- | ---- | ---- | ---- | ---- | ---- | ---- | ---- | ---- | ---- |
| 428  | 405  | 410  | 416  | 357  | 264  | 189  | 182  | 189  | 189  |

| 1996 | 1998 | 2000 | 2002 | 2004 | 2006 | 2008 | 2010 | 2012 | 2014 |
| ---- | ---- | ---- | ---- | ---- | ---- | ---- | ---- | ---- | ---- |
| 182  | 193  | 185  | 173  | 172  | 191  | 207  | 216  | 208  | 216  |

| 2016 | 2018 | 2020 | 2022 | 2024 | 2026 | 2028 | 2030 | 2032 | 2034 |
| ---- | ---- | ---- | ---- | ---- | ---- | ---- | ---- | ---- | ---- |
| 224  | 204  | 206  | 216  | 212  | -    | -    | -    | -    | -    |

## Llocs d'interès
- Església parroquial de Sant Vicenç (temple religiós)
- Església de Sant Martí de Fellines (temple religiós)
- Esglesiola de Sant Martí de la Mora (temple religiós)
- Masos de Viladasens i Fellines (edificis civils)

## Personatges cèlebres
Antonio Machado va passar en aquest municipi la seva última nit a Espanya, la del 26 al 27 de gener, abans de creuar a peu la frontera amb França.

## Economia
Les principals activitats econòmiques se centren en l'agricultura de secà i la ramaderia.